# Wendelstorfer See
Der Wendelstorfer See ist ein See im Landkreis Nordwestmecklenburg im Gebiet der Gemeinde Dalberg-Wendelstorf. Das Ostufer grenzt an das Gemeindegebiet von Mühlen Eichsen. Namensgebend ist der am Ostufer des Gewässers gelegene gleichnamige Ort, der zur Gemeinde Dalberg-Wendelstorf gehört. 
Der Wendelstorfer See wird durch die aus der Dalbergkuhle kommende Stepenitz gespeist, die im Süden einmündet und das Gewässer im Norden in Richtung Großeichsener See verlässt. Der Übergang zur Dalbergkuhle ist sumpfig. Das Gewässer besitzt eine Fläche von 27 Hektar bei einer maximalen Ausdehnung von Nord nach Süd von etwa 1300 Metern und einer Breite von etwa 320 Metern. Der See liegt in einer sich von Süden nach Norden erstreckenden Rinne. Das Gelände steigt von 43 Meter, der Höhe des Wasserspiegels, auf bis zu 70 Meter über dem Meeresspiegel an. An Südwestende des Sees liegt das Waldgebiet Hegerholz.